# Foreste degli altopiani del Camerun
Le foreste degli altopiani del Camerun sono un'ecoregione dell'ecozona afrotropicale, definita dal WWF (codice ecoregione: AT0103), che si estende attraverso la catena montuosa che dall'interno giunge fino al golfo di Guinea, formando il confine tra Camerun e Nigeria. È un'area di foreste e praterie che sta diventando sempre più popolosa, tanto che gran parte delle foreste viene abbattuta per far posto a nuove terre da coltivare.
La regione forma, assieme alla ecoregione delle foreste montane del Monte Camerun e di Bioko, l'ecoregione globale denominata foreste dell'altopiano del Camerun, inclusa nella lista Global 200.

## Territorio
Questa ecoregione si estende attraverso gli altopiani del Camerun, una catena di vulcani estinti, ricoprendo un'area di 38.000 chilometri quadrati, ripartiti tra Nigeria orientale e Camerun occidentale. È situata al di sopra dei 900 m di quota, ed è circondata a quote inferiori dalle foreste costiere di Cross-Sanaga-Bioko all'estremità meridionale della catena, e dal mosaico di foresta e savana lungo le sue regioni centrali e settentrionali; gli altopiani del Camerun formano il confine tra le ecoregioni del mosaico di foresta e savana della Guinea e del mosaico di foresta e savana congolese settentrionale. La cima più elevata della catena, il monte Camerun, è considerata un'ecoregione a parte, e di conseguenza la cima più elevata dell'ecoregione è il monte Oku (3011 m). Come avviene in altre zone di altopiano simili dell'Angola e dell'Africa orientale, il clima qui è più fresco di quello tipico dell'Africa tropicale. Gli altopiani costituiscono un'importante fonte di acqua dolce sia per la Nigeria che per il Camerun.

## Flora

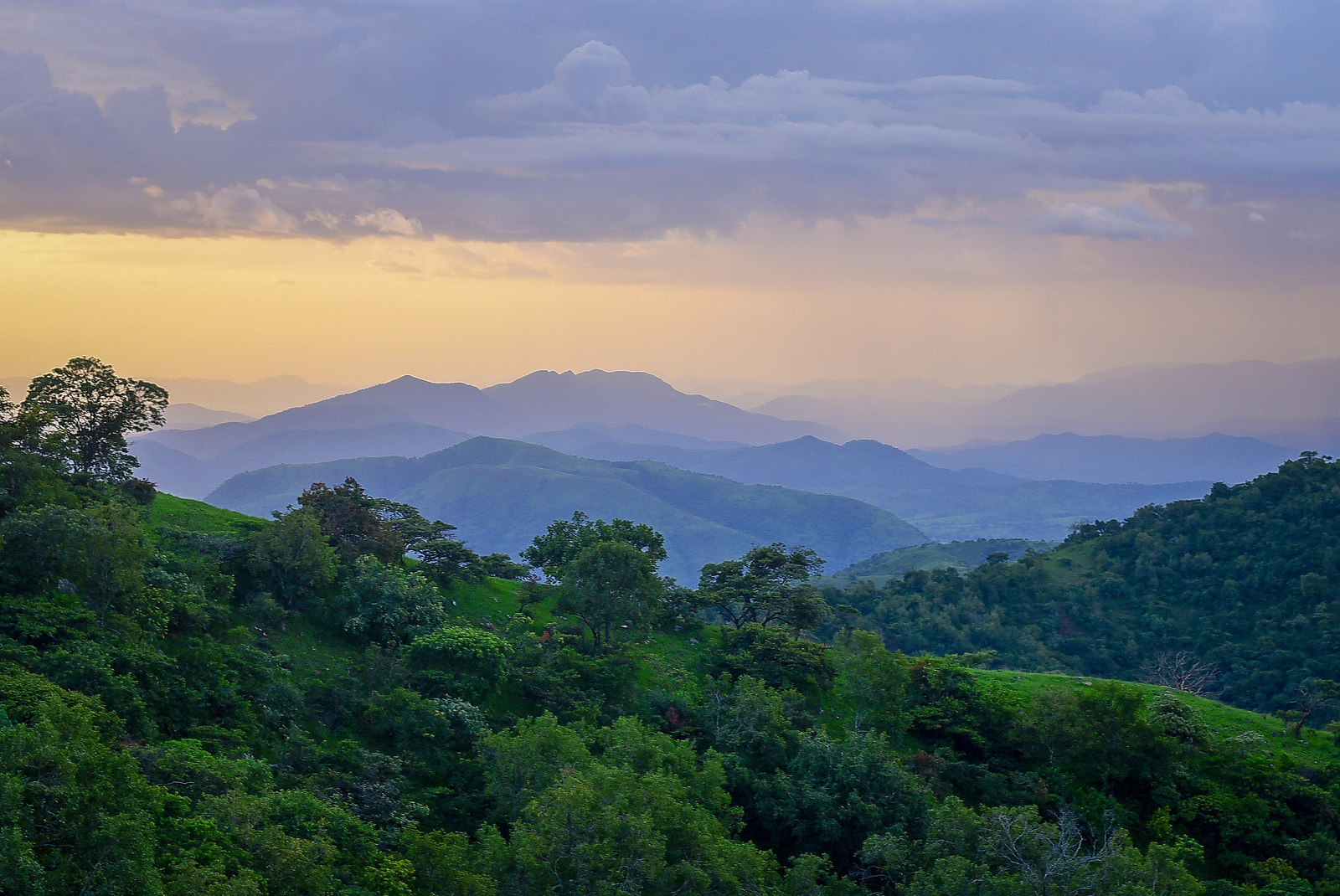
Chappal Waddi, parco nazionale di Gashaka-Gumti

La vegetazione varia a seconda dell'altitudine. Foreste submontane si sviluppano tra i 900 e i 1800 m di quota. Al di sopra dei 1800 m, sono presenti caratteristiche foreste di montagne e chiazze di praterie di altitudine, foreste di bambù e praterie e boscaglie subalpine. L'ecoregione è caratterizzata dalla presenza di specie afroalpine, distribuite a macchia di leopardo attraverso i vari altopiani dell'Africa. Tipiche specie afroalpine sono Nuxia congesta, Podocarpus latifolius, Prunus africana, Rapanea melanophloeos e Syzygium guineense bamendae.

## Fauna
L'ecoregione è la dimora di un gran numero di specie endemiche, nonché di un numero maggiore di specie presenti anche nella vicina ecoregione delle foreste costiere di Cross-Sanaga-Bioko.
Sette specie di uccelli sono rigorosamente endemiche: l'apalis di Bamenda (Apalis bamendae), il frattarolo di Bangwa (Bradypterus bangwaensis), il garrulo montano golabianca (Kupeornis gilberti), l'occhiocarniccio fasciato (Platysteira laticincta), il tessitore di Bannerman (Ploceus bannermani), l'averla di macchia del Kupè (Chlorophoneus kupeensis) e il turaco di Bannerman (Tauraco bannermani), vera e propria icona culturale per il popolo Kom che vive nell'area. Quattordici specie sono endemiche delle foreste degli altopiani del Camerun e del monte Camerun: Andropadus montanus, Phyllastrephus poliocephalus, Laniarius atroflavus, Malaconotus gladiator, Cossypha isabellae e la sottospecie Cisticola chubbi discolor (talvolta considerata come specie a parte, C. discolor). Di queste, nove specie endemiche di montagna sono condivise, oltre che con il monte Camerun, anche con Bioko: Psalidoprocne fuliginosa, Andropadus tephrolaemus, Phyllastrephus poensis, Phylloscopus herberti, Urolais epichlora, Poliolais lopezi, Nectarinia oritis, Nectarinia ursulae e Nesocharis shelleyi.
Undici specie di piccoli mammiferi sono endemiche dell'ecoregione: il topo striato di Eisentraut (Hybomys eisentrauti), l'ilomisco del monte Oku (Hylomyscus grandis), il ratto del monte Oku (Lamottemys okuensis), il topo striato di Mittendorf (Lemniscomys mittendorfi), il topo dal pelo a spazzola di Dieterlen (Lophuromys dieterleni) e quello di Eisentraut (L. eisentrauti), il toporagno murino dell'Oku (Myosorex okuensis), il toporagno murino di Rumpi (M. rumpii), il ratto vlei occidentale (Otomys occidentalis), il topo dal pelo soffice di Hartwig (Praomys hartwigi) e il toporagno di foresta di Bioko (Sylvisorex isabellae).
L'ecoregione è la dimora di alcuni primati in pericolo di estinzione, come il gorilla del fiume Cross (Gorilla gorilla diehli), una sottospecie endemica di gorilla occidentale, il drillo (Mandrillus leucophaeus), il colobo rosso di Preuss (Piliocolobus preussi), lo scimpanzé comune (Pan troglodytes) e alcune specie di cercopiteco tra cui il cercopiteco di Preuss (Cercopithecus preussi).
Quaranta specie di anfibi sono endemiche dell'ecoregione: Petropedetes parkeri, Petropedetes perreti, Phrynobatrachus cricogaster, Phrynobatrachus steindachneri, Phrynobatrachus werneri, Phrynobatrachus sp., Phrynodon sp., Cardioglossa melanogaster, Cardioglossa oreas, Cardioglossa pulchra, Cardioglossa schioetzi, Cardioglossa trifasciata, Cardioglossa venusta, Astylosternus nganhanus, Astylosternus perreti, Astylosternus montanus, Astylosternus rheophilus, Leptodactylodon axillaris, Leptodactylodon bicolor, Leptodactylodon boulengeri, Leptodactylodon erythrogaster, Leptodactylodon mertensi, Leptodactylodon polyacanthus, Leptodactylodon perreti, Afrixalus lacteus, Hyperolius ademetzi, Hyperolius riggenbachi, Leptopelis nordequatorialis, Xenopus amieti, Xenopus sp., Bufo villiersi, Werneria bambutensis, Werneria tandyi e Wolterstorffina mirei.
Anche i seguenti rettili sono più o meno endemici: Atractaspis coalescens, Chamaeleo eisentrauti, il camaleonte di Pfeffer (C. pfefferi), il camaleonte quadricorne (Trioceros quadricornis), Leptosiaphos ianthinoxantha e lo scinco a cinque dita di Angel (L. lepesmei).

## Popolazione
In Camerun le regioni montuose sono piuttosto densamente popolate e sfruttate per l'agricoltura e il pascolo del bestiame; gran parte di questa ecoregione ricade nella regione del Nord-Ovest e in quella dell'Adamaoua. Tra le città che vi sorgono la maggiore è Bamenda, capitale della regione del Nord-Ovest e campo base per gli escursionisti che visitano il monte Oku, la foresta di Kilum-Ijim e il lago Nyos. In Nigeria l'ecoregione ricade soprattutto sull'altopiano di Mambilla, un'area caratterizzata da un'economia agricola e pastorale situata nello stato di Taraba.

## Conservazione
Gli alberi della foresta vengono tuttora abbattuti per ricavare legna da ardere, legname e terre da coltivare, e molte montagne hanno ormai perso gran parte della copertura forestale originaria. La protezione ambientale è pressoché sconosciuta.